# Короткий курс історії ВКП(б)
«Короткий курс історії ВКП(б)» — підручник з історії Всесоюзної комуністичної партії (більшовиків), опублікований 1938 року.

## Вплив
Викладена в «Короткому курсі» концепція історичного розвитку Росії та партії більшовиків сильно вплинула на радянське суспільство. Цей популярний підручник не тільки визначав з кінця 1930-их до середини 1950-их років зміст викладання й вивчення історії ВКП(б), але й чинив прямий вплив у цілому на історичну науку та історичну пропаганду в СРСР у той час, оскільки його концепція, створена під керівництвом Сталіна, вийшла далеко за рамки власне історії партії і стала еталоном під час висвітлення вітчизняної історії XIX–XX століть.
В основу громадянської історії Росії було покладено концепцію історії партії. Встановлювалась чітка періодизація, основні елементи якої було потім відтворено у всіх радянських виданнях 1960—1980-их років: 1) час визрівання передумов Жовтневої соціалістичної революції; 2) підготовка і проведення революції; 3) період іноземної інтервенції та громадянської війни (1918–1920); 4) відновлення народного господарства (1921–1925) і далі.
Впливу «Короткого курсу» сприяла крупномасштабна кампанія з пропаганди ідей цього видання, його запровадження до свідомості населення через середню та вищу школу.
14 листопада 1938 року Центральний Комітет ВКП(б) прийняв постанову «Про постановку партійної пропаганди у зв'язку з випуском „Короткого курсу історії ВКП(б)“», яка обґрунтовувала видання підручника необхідністю «дати партії… керівництво, що подає офіційне, перевірене ЦК ВКП(б) тлумачення основних питань історії партії та марксизму-ленінізму, не припускала жодних вільних тлумачень». Постанова офіційно поклала «Короткий курс» в основу пропаганди марксизму-ленінізму і встановила обов'язкове вивчення «Короткого курсу» у вишах.
З 1938 до 1953 року «Короткий курс» видавався 301 раз у кількості 42 816 тисяч примірників 67 мовами. Після смерті Сталіна книгу було переопрацьовано й вона видавалась під назвою «Короткий курс історії КПРС».

## Оцінки
- «Ця дивовижна праця, створена ЦК ВКП(б) за особистої участі товариша Сталіна, є скарбницею марксистсько-ленінської науки, найгострішою зброєю оволодіння більшовизмом. Короткий курс історії ВКП(б) для робітників науково-історичного фронту слугує неоціненним посібником. Він навчає тому, як слід створювати історичні праці, гідні великої Сталінської доби»[1].
- «У цій книзі сказано головне про найважливіші події всесвітньої історії кінця XIX й перших десятиліть XX століття. Для нас, істориків, каже академік Греков, сталінська праця — найвищий зразок суворо наукового і пристрасно партійного історичного досліджння»[2].
- Доктор історичних наук Георгій Мирський: «Брехні-то було повно, починаючи зі знаменитої книги. Короткий курс від першого до останнього рядка взагалі суцільна брехня».[3].